# Heinz Fenner
Heinrich 'Heinz' Conrad Fenner (* 23. Juni 1885 in Sankt Petersburg; † 31. August 1982 in Garmisch-Partenkirchen) war ein deutschbaltischer Schriftsteller, Gestapobeamter, Kriminalrat im Reichssicherheitshauptamt und Angehöriger der Organisation Gehlen.

## Leben und Tätigkeit

### Früher Werdegang und Erster Weltkrieg
Fenner war ein Sohn des Heinrich Gottlieb Fenner (1832–1900) und seiner Ehefrau Auguste Georgine Charlotte, geb. Michaelsen. Er wurde am 18. Juli 1885 in St. Catharina I. in Petersburg getauft.
In seinen frühen Jahren lebte Fenner im Russischen Kaiserreich. Er besuchte das humanistische St. Annen-Gymnasium in St. Petersburg. Danach studierte er ein Jahr Chemie und dann Rechtswissenschaften an der Kaiserlichen Universität Dorpat. Nach dem bestandenen juristischen Staatsexamen im Jahr 1912 wurde Fenner Redakteur an der Deutsch-Revalschen Zeitung und später Redakteur bei der deutschsprachigen Petersburger Zeitung.
Während des Ersten Weltkriegs war Fenner als deutscher Staatsangehöriger in Russland interniert. 1918 war er bei der deutschen Kommission zum Austausch von Kriegsgefangenen und Zivilinternierten tätig.

### Tätigkeit als Schriftsteller in der Weimarer Republik
Ende November 1918 verließ Fenner Russland und siedelte ins Deutsche Reich über. Dort fand er Anschluss an den Kreis um Eduard Stadtler. Zum Jahreswechsel 1918/1919 beteiligte Fenner sich an der Gründung des unter Leitung von Stadtlers ins Leben gerufenen „Generalsekretariats zum Studium und zur Bekämpfung des Bolschewismus“ (auch als "Liga zum Schutz der deutschen Kultur" bezeichnet). Fenner übernahm bald die Leitung der Presseabteilung dieser Organisation. Diese war mit der Sammlung von internationalen Tagesnachrichten über die Sowjetunion und die deutschen Spartakisten befasst und gab außerdem eine sogenannte Antibolschewistische Correspondenz heraus, die an Presseredaktionen versandt wurde. Daneben veröffentlichte Fenner auch eine Reihe einschlägiger Bücher und Broschüren über Russland und die Sowjetunion. Politisch gehörte er während dieser Zeit ein Jahr lang der DNVP an.

### Werdegang in NS-Nachrichtendiensten und in der Gestapo bis 1939
Von 1923 bis zum 1. Januar 1930 arbeitete Fenner für eine Nachrichtenstelle des Reichswehrministeriums. Dabei handelte es sich um den Sonderdienst „Nuntia“, einem verdeckten militärischen Nachrichtendienst unter Oberst Ferdinand von Bredow in der Abwehrgruppe des Reichswehrministeriums. Fenner galt als Spezialist für Ostfragen. Daneben veröffentlichte er Beiträge in der Zeitschrift Das Gewissen, als deren Russlandexperte er galt.
Zum 1. November 1930 trat Fenner in die NSDAP ein (Mitgliedsnummer 377.645). Ebenfalls seit dem 1. November 1930 soll er im Nachrichtendienst der Partei, womit wahrscheinlich die damals von Arthur Schumann geleitete Organisation (und nicht der Nachrichtendienst der SS) gemeint ist, tätig gewesen sein. Dabei handelte es sich um die Pressezentrale der SS-Gruppe Ost, die Nachrichten über den Osten sammelte.
Zum 1. Oktober 1933 wurde Fenner als Kriminalangestellter bei der Gestapo in Berlin eingestellt und spätestens 1934 zum Referenten ernannt. Der SD-Agent Heinrich Pfeifer, der ihn damals dort kennen lernte, schrieb ihm die Funktion eines Sachbearbeiters für Russland und den Fernen Osten sowie den Rang eines Kriminalkommissars zu. Nach seinem, Pfeifers, Wissensstand sei Fenner zur Zarenzeit für die Ochrana tätig gewesen, weswegen er in der Gestapo-Zentrale als großer Experte für alle GPU-Fragen angesehen worden sei. Außerdem nannte er ihn einen „üblen Streber und Wichtigtuer“. Diese Angabe findet Rückhalt im Geschäftsverteilungsplan des Geheimen Staatspolizeiamtes vom 1. Oktober 1935, in dem Fenner als Leiter des Dezernats III 1 C („Russland, östliche Randstaaten“) im Rang eines Kriminalkommissars auf Probe angeführt ist. In den Geschäftsverteilungsplänen der Gestapo vom 1. Januar 1938 und vom 1. Juli 1939 figuriert Fenner mit dem Dienstrang eines "Kriminalkommissars" bzw. "Kriminalrats" als Leiter des Referates III D ("Abwehrfälle und sonstige Angelegenheiten von abwehrpolizeilicher Bedeutung mit Angriffsland: Sowjetunion, Litauen, Lettland, Estland, Finnland, Japan einschließlich Kolonien, China, übriges Asien, soweit nicht Kolonialbesitz außerasiatischer Staaten"). Im Geschäftsverteilungsplan vom 1. Januar 1938 ist der Zuständigkeitsbereich von Fenners Referat noch um den Abschnitt "Abwehrfälle mit unbekannten Angriffsland und Angelegenheiten von abwehrpolizeilicher Bedeutung aus dem Anfallsgebiet Memelland" erweitert, der im Geschäftsverteilungsplan von 1939 nicht mehr Teil der Referatsbeschreibung ist.
In dem 1940 in Großbritannien veröffentlichten Buch Inside the Gestapo, das ebenfalls auf einem von Pfeifer verfassten Manuskript beruht, findet sich die folgende Beschreibung des Gestapokommissars Fenner:
"Russland und der Ferne Osten werden in dieser Unterabteilung [der Abteilung III der Gestapo] von Kriminalkommissar Fenner, einem Baltendeutschen, bearbeitet. Fenner ist von mittlerer Statur, schlank, sehr dunkel, stets tadellos gekleidet und sieht aus wie ein Südländer oder Mexikaner. Er hat sich auf der Karriereleiter von ganz unten hochgearbeitet. Er soll dem Vernehmen nach während seiner Studententage für die Ochrana in Russland gearbeitet haben und wird als GPU-Experte der Gestapo angesehen. Er hat graues, dickes Haar ist glattrasiert und etwa 45-50 Jahre alt."
Zum 1. Mai 1934 wurde Fenner als Kriminalassistentenanwärter auf Probe im Polizeidienst einberufen. Vom 8. November 1934 bis 31. Mai 1935 nahm Fenner dann an einem Lehrgang für Kriminalkommissaranwärter beim Polizei-Institut Charlottenburg teil. Die Kriminalkommissarprüfung bestand er am 29. Mai 1935 mit der Note "sehr gut". Zum 30. Mai 1935 wurde er daraufhin als Hilfskriminalkommissar in die Preußische Geheime Staatspolizei übernommen. Seit dem 1. September 1935 wurde er als Kriminalkommissar auf Probe verwendet. Durch Bestallungsurkunde vom März 1936 wurde Fenner daraufhin zum regulären Kriminalkommissar im Preußischen Landesdienst ernannt. Später wurde er noch mindestens bis zum Kriminalrat befördert.
Soweit dies aus den SS-Dienstalterlisten ersichtlich ist, trat Fenner dieser Organisation, anders als die meisten hohen Gestapobeamten, nicht bei.
In den Berliner Adressbüchern ist Fenner bis 1937 mit Wohnsitz in der Admiral-Schröder Straße 39 mit der Berufsbezeichnung "Kriminalkommissar" nachweisbar. 1938 machte er Reisen nach Österreich und war hier mit der Integration der österreichischen Polizei in deutsche Dienste befasst. 1939 unterrichtete er Spionageabwehr an der Polizeischule in Berlin-Charlottenburg.

### Werdegang während der Kriegszeit 1939 bis 1945
Nach dem Anschluss Österreichs an das Deutsche Reich im Jahr 1938 wurde Fenner 1940 nach Wien versetzt. Dort ist er bis mindestens 1942 nachweisbar. In Wien war er bis 1942 in der Gestapoleitstelle unter Standartenführer Franz Josef Huber tätig.
Im August 1942 wurde Fenner aufgrund seiner Russischkenntnisse von der Gestapo Wien zum Unternehmen Zeppelin des Auslands-SD im Amt VI C des Reichssicherheitshauptamtes (RSHA) abgeordnet. Das Unternehmen Zeppelin führte geheime Sabotage- und Zersetzungseinsätze mit Hilfe freiwilliger Kriegsgefangener gegen die Sowjetunion durch. Fenner übernahm im Unternehmen Zeppelin die Leitung des Hauptlagers für turkestanische Freiwillige, das sich im Frühjahr 1942 noch in Warschau-Legionowo und dann ab August 1942 in Breslau-Oswitz befand. Er erhielt den Auftrag, in den turkestanischen Gebieten der Sowjetunion ein großes Luftlandeunternehmen auszuarbeiten. Fenner arbeitete deshalb eng mit dem Turkologen Gerhard von Mende im Ostministerium und dem turkestanischen Exilpolitiker Veli Kajum zusammen. Propagandistisch wurden die Freiwilligen mit der Schaffung eines Groß-Turkestan unter deutschem Protektorat geködert. Die politische Führung hatte das von Mende im Ostministerium betreute Turkestanische Einheitskomitee unter Veli Kajum, das als inoffizielle Exilregierung zu betrachten war.
Nachdem die Zielgebiete in Turkestan für die Luftwaffe noch nicht erreichbar waren und Hitler 1942 den Schwerpunkt auf das geplante Reichskommissariat Kaukasien legte, beschränkte sich Zeppelin zunächst mehr auf den Aufbau militärischer Verbände von Turkestanern, die man in Kooperation mit Ostministerium und Wehrmacht aus der turkestanischen Legion in Warschau-Legionowo zog. Diese als Turkestaner-Vorlager bezeichnete Einrichtung unter Hauptsturmführer Theodor Zinke kam im September 1942 nach Wolomin bei Warschau. Zinke formte hier eine Turkestaner-Kompanie als Kampfverband für das Unternehmen Zeppelin. Im für die Sabotageoperationen bestimmten Turkestaner-Hauptlager unter dem Kommando von Heinz Fenner in Breslau-Oswitz wurden die Turkestaner bis April 1943 im Gebrauch von Waffen, Sprengstoffen und Funkgeräten für die weiterhin geplanten Turkestan-Einsätze von Zeppelin geschult. Zur Motivation der Turkestaner druckten die Deutschen die Zeitungen Millij Turkistan (Befreiungsbewegung) und Jeni Turkistan (Legionszeitung). Die turkestanische Exilregierung unter Veli Kajum gab diese Zeitungen unter Kontrolle von Propaganda- und Ostministeriums heraus. Parallel dazu erfolgte antisowjetische Schulung durch Vertrauensleute von Veli Kajum beim turkestanischen Einheitskomitee.
Die Turkestaner wurden sehr bevorzugt behandelt und zu Besichtigungen nach Berlin gebracht. Bei Auflösung des Turkestaner-Lagers Oswitz im April 1943, das nach Berdjansk am Asowschen Meer verlegte, waren 85 Turkestaner im Lager, von denen einer als Jude identifiziert und nach Auschwitz zur „Endlösung der Judenfrage“ verbracht wurde, wie Heinz Fenner in einem Tätigkeitsbericht meldete. Aus den unter Fenner fertig geschulten Aktivisten wurden mehrere Gruppen aufgestellt, deren Einsatz per Flugzeug im Frühjahr 1943 von Berdjansk und Taganrog aus nach West-Kasachstan in das Mündungsgebiet des Flusses Emba erfolgte, um die Treibstoffversorgung für die Rote Armee zu behindern. Das Schicksal dieser Aktivisten ist unbekannt.
Von April bis Oktober 1943 war Fenner als beim Zeppelin-Hauptkommando Süd in Berdjansk als Ic-Offizier für die Nachrichtenlage zuständig. Fenner hat diese Aufgabe ausführlich beschrieben. Laut Fenner war die Ic-Abteilung für die Spionageabwehr zuständig, machte Propaganda, führte die ideologische Schulung der zu verpflichtenden Agenten durch und organisierte den Einsatz von Asiaten in die Republiken des Mittleren Ostens. Wichtig waren Verbindungen zu den Nachrichtendiensten der Heeresgruppen Süd und Heeresgruppe A und zum Marine-Geheimdienst in Mariupol und Odessa.
Ab Oktober 1943 war Kriminalrat Heinz Fenner Leiter des Hauptkommandos Süd beim Unternehmen Zeppelin. Im April 1944 gab er das Kommando an seinen Nachfolger, Sturmbannführer Hermann Hubig ab. 1944 gelangte Fenner zum Amt VI G des RSHA und übernahm die Auswertung von Beuteunterlagen aus der Sowjetunion in der Ausweichstelle des Wannsee-Instituts in Mariahof-St. Lambrecht in der Steiermark. Damit stand er wieder in Kontakt mit den Sowjetunion-Spezialisten, die zuvor in Breslau-Oswitz sowjetische Unterlagen für Zeppelin bearbeitet hatten.

### Nachkriegszeit
Im Mai 1945 besuchte Fenner seine Familie und kam in amerikanischen Gewahrsam in Traunstein. Es folgten Verhöre durch amerikanische Offiziere. Anschließend war Heinz Fenner bis 1947 in Darmstadt und dann im Lager Moosburg interniert.
Heinz Fenner war seit 1948 Mitarbeiter der Organisation Gehlen. Er führte den Decknamen „Conrad“ (Conrad war auch sein zweiter Vorname) und war Anfang der 50er Jahre Sicherheitschef der über Österreich in Richtung Südosteuropa operierenden Dienststellen der Organisation Gehlen BV S und GV C. Da Heinz Fenner altersbedingt in den 50er Jahren in Ruhestand ging, war seine Akte im Bundesnachrichtendienst (BND) zum Zeitpunkt der Veröffentlichungen der Unabhängigen Historikerkommission zur Geschichte des BND schon kassiert worden. Laut Feststellungen der Kommission war Fenner noch bis 1965 Mitarbeiter des BND. Da er 1965 80 Jahre alt wurde, dürfte er aus Altersgründen zuletzt wohl nur beratend tätig gewesen sein. Über ihn lagen beim BND außerdem Erkenntnisse aus der Zentralstelle Ludwigsburg vor.
Nach Erreichen des Ruhestands lebte Fenner in Murnau am Staffelsee.

## Ehe und Familie
Seinen Personalunterlagen bei der Gestapo zufolge war Fenner verheiratet, wobei seine Ehefrau am 1. Dezember 1933 verstarb.
Sein jüngerer Bruder war der Kryptologe Wilhelm Fenner, der ebenfalls wie Heinz Fenner seit 1948 für die Organisation Gehlen arbeitete.

## Schriften
- Maxim Gorkis politische Gesinnung und seine Stellungnahme zu der Sowjetregierung, Berlin 1919.
- Deutschland und Russland. Eine Antwort auf Professor Dr. P. Eltzbacher, (= Revolutionäre Streitfragen, Neue Folge, Heft 7) Berlin 1919.
- Die Despoten der Sowjetrepublik. Ein Wort der Aufklärung über Bolschewistische Diplomaten und Staatsmänner, (= Revolutionäre Streitfragen, Heft 10), Berlin 1919.
- Die Propaganda-Schulen der Bolschewisten, Berlin 1919.
- Die rote Armee, 1920.
- Politisch-statistisches Handbuch der Sowjetunion, 1926.